# 陳琦 (成化進士)
陳琦（1439年—1504年），字粹之，南直隸蘇州府吳縣人，太醫院籍，明朝政治人物。

## 生平
治《詩經》，由醫生中式成化元年乙酉科順天府鄉試第十二名舉人，成化二年丙戌科會試中式第五十二名，第三甲第十名進士。授南京大理寺副，历寺正、江西按察佥事、贵州按察副使。

## 家族
曾祖陳孚敏；祖陳紀；父陳茂；母錢氏；繼母張氏。具慶下。妻吳氏。行二，兄琳，弟瑄。